# نولان ملتف
نولان ملتف (الاسم العلمي:Nolana revoluta) هو نوع نباتي يتبع جنس النولان من فصيلة الباذنجانية.